# تاپتیکوو
تاپتیکوو (انگلیسی: Taptykovo) یک شهرک در شهرستان اوفیمسکی استان باشقیرستان کشور روسیه است.